# Șerani
Șerani (słow. Šarany) – wieś w Rumunii, w okręgu Bihor, w gminie Borod. W 2011 roku liczyła 628
mieszkańców.